# Ralph Abercromby
För andra betydelser, se Ralph Abercromby (olika betydelser).
Ralph Abercromby, född den 7 oktober 1734, död den 28 mars 1801, var en brittisk general av en gammal skotsk ätt, far till James Abercromby.

## Biografi
Ralph Abercromby kämpade 1793–1795 med utmärkelse under hertigen av York i Nederländerna, stred 1795–1797 med framgång mot fransmännen i Västindien, förde under det kritiska året 1798 kommandot på Irland och utmärkte sig 1799 åter i Nederländerna under hertigens av York olyckliga fälttåg där. Ralph Abercromby blev 1800 överbefälhavare för de trupper, som sändes mot den franska hären i Egypten och vann år 1801 slaget vid Alexandria; men av ett sår, som han fick i denna strid, avled han några dagar därefter. Hans verksamhet för officersutbildningens och disciplinens förbättring har förskaffat honom ett namn bland den brittiska härens mest framstående organisatörer.